# Travancore
Travancore of Thiruvithaamkoor (Malayalam: തിരുവിതാങ്കൂര്‍) is een historisch land in de zuidelijke punt van India. Tot in de 20e eeuw was het een van de vele vorstenlanden van Brits-Indië, met als hoofdstad Trivandrum (Thiruvananthapuram).  Het land omvatte het zuiden van de huidige deelstaat Kerala en het district Kanyakumari van Tamil Nadu. 
De moderne geschiedenis van Travancore begint met Marthanda Varma die zijn koninkrijk Venad tijdens zijn heerschappij van 1729 tot 1758 verder uitbreidde met de hulp van de Britse Oost-Indische Compagnie.  Hij versloeg ook de Nederlandse Verenigde Oost-Indische Compagnie (VOC) in 1741. De gevangengenomen VOC-admiraal  Eustachius de Lannoy hielp het land nadien zijn militaire positie verder uitbouwen. 
| - Rajah Rama Varma 1721-1729 - Anizham Tirunal Marthanda Varma 1729–1758 - Karthika Thirunal Rama Varma (Dharma Raja) 1758-1798 - Balarama Varma 1798-1810 - Gowri Lakshmi Bayi 1810-1815 (koningin 1810-1813 en regentes 1813-1815) - Gowri Parvati Bayi (regent) 1815-1829 - Swathi Thirunal Rama Varma 1829-1846 - Uthram Thirunal Marthanda Varma 1846–1860 - Ayilyam Thirunal Rama Varma 1860–1880 - Visakham Thirunal Rama Varma 1880–1885 - Sree Moolam Thirunal Rama Varma 1885–1924 - Sethu Lakshmi Bayi (regent) 1924–1931 - Chithira Thirunal Balarama Varma 1931–1949 | - Ramayyan Dalawa - Martanda Pillai - Raja Kesavadas 1789-1798 - Odiery Jayanthan Sankaran Nampoothiri 1798-1799 - Velu Thampi Dalawa 1799-1809 - Oommini Thampi 1809-1811 - Kol. John Munroe 1811-1814 - Devan Padmanabhan Menon 1814-1814 - Bappu Rao (waarnemend) 1814-1815 - Sanku Annavi Pillai 1815-1815 - Raman Menon 1815-1817 - Reddy Rao 1817-1821 - Vencatta Rao 1821-1830 - Subbarao 1830- - Krishna Row - T. Madava Row - Seshayya Sastri - Nanoo Pillai - Ramiengar 1881-1887 - T. Rama Rao 1887-1891 - S. Shungrasoobyer 1892-1898 - K. Krishnaswamy Rao 1898-1904 - V.P. Madhava Rao 1904-1906 - P. Rajagopalachari 1906-1914 - Krishnan Nair 1914-1920 - M. E. Watts 1925-1928 - C. P. Ramaswami Iyer 1936-1947 - PGN Unnithan 1947-1947 |